# 凉风坳隧道 (攀枝花)
凉风坳隧道是四川省攀枝花市弄弄坪西路的一段穿山隧道，为东西走向，连接东区弄弄坪片区与西区清香坪片区。

## 隧道形制
凉风坳隧道为双洞单向行车隧道，双向共四车道。自西向东为凉风坳一号隧道，长1650米；自东向西为凉风坳二号隧道，长1580米。双向两洞并不平行，西端较为靠近，向东逐渐远离，之间有横洞相连。

## 意义
受横断山区地形限制，攀枝花市的城市街区分散为一些相对独立的片区聚落，西区与城区其余部分分离较远。从前东区和西区之间的交通完全依赖江南四路（今金沙江大道西段）和平江东路（今苏铁东路），两条路通过新庄大桥对接。此两路同时作为310省道（宁华路）的组成部分，承载过境交通，是滇西北地区与川西南、滇中的重要通道。一旦遭遇地质灾害或交通事故而断道，影响范围极广。凉风坳隧道与炳草岗大桥的建成通车，大大改善了这一交通瓶颈。

## 收费
包括凉风坳隧道、炳草岗大桥在内的整个弄清公路（弄弄坪东路、弄弄坪中路、弄弄坪西路）整体为一个收费还贷公路项目，初期计划设2个收费站，分别在东区炳草岗大桥北和西区凉风坳。此举引起广泛争议，后因两收费站距离不足等原因，收费未及实施即被叫停。凉风坳收费站尚未建设，已建成的炳草岗大桥北收费站后被拆除。2004年，弄清公路被纳入《攀枝花市路桥车辆通行费年费加次费征收管理办法》，从2005年1月1日起与攀枝花市另外3条公路合并收取年费加次费。2009年后随着全国燃油税改革的推进，各地逐渐取消二级及以下公路收费，取消路桥车辆通行费的呼声日高。四川省最终在2013年1月1日0时起取消政府还贷二级公路收费，包含凉风坳隧道在内的攀枝花市路桥车辆通行费正式取消。

## 公交
攀枝花公交有32路、34路、66路公交车线路穿过凉风坳隧道。2路在金沙江大道西段、新庄大桥或苏铁东路无法通行时，也会改线穿行凉风坳隧道。